# Корита (Драмско)
Корита (на гръцки: Κορίτα) е обезлюдено село в Република Гърция, разположено на територията на дем Драма, област Източна Македония и Тракия.

## География
Корита се е намирало близо до село Кальош, в Драмския Чеч.

## История
В XIX Век селото е помашко. То отсъства в гръцката статистика от 1913 година. В 1920 година е регистрирано с 33 души. В 1923 година жителите му са изселени в Турция и в 1928 година то е заличено.
| Година    | 1913 | 1920 | 1928 | 1940 | 1951 | 1961 | 1971 | 1981 | 1991 | 2001 | 2011 | 2021 |
| --------- | ---- | ---- | ---- | ---- | ---- | ---- | ---- | ---- | ---- | ---- | ---- | ---- |
| Население |      | 33   |      |      |      |      |      |      |      |      |      |      |